# Ctenocella furcata
Ctenocella furcata är en korallart som först beskrevs av Sydney John Hickson.  Ctenocella furcata ingår i släktet Ctenocella och familjen Ellisellidae. Inga underarter finns listade i Catalogue of Life.